# WASP-19
WASP-19  — зоря Головної Послідовності спектрального класу G8V з видимою зоряною величиною в смузі V 12m.3, яка є дуже схожою на наше Сонце. Вона розташована у сузір'ї Вітрила на відстані приблизно 250 світлових років від Землі.. 

## Планетарна система
У грудні 2009 р. в рамках проекту СуперWASP поблизу даної зорі було відкрито  екзопланету типу гарячий Юпітер, WASP-19b, яка обертається по досить тісній (дуже близько від зорі) орбіті з найменшим періодом серед відомих на той час позасонячних планет. Подібний період має також планета COROT-7b.
| Планета (по порядку віддалення від зорі) | Маса          | Радіус         | Велика піввісь (а.о.) | Орбітальний період (діб) | Нахил орбіти (°) | Ексцентриситет орбіти | Кіл-ть супутників |
| ---------------------------------------- | ------------- | -------------- | --------------------- | ------------------------ | ---------------- | --------------------- | ----------------- |
| b                                        | 1.15 ± 0.0 MJ | 1.31 ± 0.06 RJ | 0.0164+0.0005 −0.0006 | 0.7888399 ± 8e-07        | ?                | 0.02+0.02 −0.01       | ?                 |

## Див.також
- WASP-18
- WASP-19b
- WASP-21
- СуперWASP
- HATNet Проект або HAT
- Перелік екзопланет